# Francesco Spannocchi Piccolomini
Il barone Francesco Spannocchi Piccolomini (Siena, 13 agosto 1750 – Livorno, 20 ottobre 1822) è stato un generale e nobile italiano; fu ufficiale della Marina toscana e governatore civile e militare di Livorno.

## Biografia
Figlio di Giulio (di Ambrogio) Spannocchi Piccolomini e della marchesa Eleonora Ballati Nerli, fu 
ufficiale della Marina toscana, partecipò alla spedizione contro Algeri del 1775, finanziata e sostenuta militarmente dalla Spagna; nel 1778 si trasferì a Napoli chiamatovi da Giovanni Acton e risiedendovi per diversi anni, sposandosi con la nobildonna Carolina Jackson dalla quale ebbe, il 6 marzo 1789, Giovanni Spannocchi Piccolomini, secondo figlio maschio.
Successivamente prese parte all’assedio ed evacuazione di Tolone nel 1793.
Elevato con motu proprio di Ferdinando III al grado di general maggiore il 3 marzo 1796, con biglietto reale del 10 marzo fu posto a governatore civile e militare di Livorno ottenendo anche il comando del porto, del litorale e della Marina. Tuttavia, pochi mesi dopo fu rimosso dall'incarico ed arrestato su ordine di Napoleone, da poco entrato nella città Labronica, per aver permesso ad alcuni bastimenti mercantili inglesi di lasciarne il porto, venendo quindi tradotto presso la Fortezza Belvedere a Firenze per poi essere rinviato a Siena nel 1798 e condotto in seguito in ostaggio a Digione nel 1799.
Liberato poco dopo su pressione di amici e rientrato in patria, il generale austriaco Annibale Sommariva lo pose nel 1800 a comando di un corpo di austro-toscani noto come i «Viva Maria» col fine di liberare la Toscana dai francesi.
Rientrò a Livorno con grandi onori solo nel 1814 ivi spegnendosi il 20 ottobre 1822.
Gran parte della sua biblioteca rappresenta oggi il nucleo della Biblioteca Labronica “Francesco Domenico Guerrazzi” presso Villa Fabbricotti.